# Inmigración turca en Túnez
Los turcos en Túnez, también conocidos como turco-tunisios y tunecinos turcos (en árabe: أتراك تونس; en francés: Turcs de Tunisie; en turco: Tunus Türkleri), son un grupo étnico turco que constituye una de las minorías en Túnez.
En 1534, con aproximadamente 10.000 soldados turcos, el Imperio Otomano tomó el control de la región después de que los habitantes de Túnez pidieran ayuda por temor a una invasión española. Durante el dominio otomano, la comunidad turca tuvo un papel dominante en la vida política del territorio durante siglos. Como resultado, la composición étnica de Túnez cambió significativamente debido a la continua migración de turcos desde Anatolia y otras regiones del Imperio Otomano a lo largo de más de 300 años. Además, algunos turcos contrajeron matrimonio con la población local, y sus descendientes varones fueron llamados "Kouloughlis". Por ello, los términos "turcos" y "Kouloughlis" se usaban para diferenciar entre aquellos de ascendencia turca completa y aquellos de ascendencia turca parcial.

## Demografía
Las familias de origen turco residen principalmente en las ciudades costeras, como Túnez, Mahdía y Hammamet, así como en islas como Yerba. Sin embargo, también hay una presencia significativa de población turca en el interior de Túnez.

## Cultura

### Idioma
En 2012, el gobierno tunecino introdujo la enseñanza del idioma turco en todas las escuelas secundarias del país.

### Religión
Durante el dominio otomano en Túnez, los turcos otomanos introdujeron la enseñanza de la escuela hanafí del islam, la cual aún se mantiene entre las familias de ascendencia turca. Tradicionalmente, las mezquitas turco-tunecinas presentan alminares octogonales.